# Рудницкий, Михаил Алексеевич
Михаи́л Алексе́евич Рудни́цкий (1897—1976) — советский кораблестроитель, начальник секции проектирования подводных лодок Научно-исследовательского института военного кораблестроения ВМС РККА, главный конструктор и строитель крейсерских подводных лодок типа «К» XIV серии, участник Первой мировой, Гражданской и Великой Отечественной войн, начальник управления подводных кораблей Главного управления кораблестроения, инженер-контр-адмирал.

## Биография
Михаил Алексеевич Рудницкий родился 27 марта 1897 года в городе Вытегра Олонецкой губернии (ныне территория Вологодской области). Отец Михаила — Алексей Александрович, до революции состоял в должности старшего контролёра Олонецкого акцизного управления, по совместительству был командиром 4-й роты 24-й пешей Олонецкой дружины государственного ополчения в звании зауряд-капитана. Участник Русско-японской и Первой мировой войн. Михаил учился в Вытегре в реальном училище, которое окончил в 1916 году и поступил на кораблестроительное отделение Петроградского политехнического института. В юношестве занимался плаванием, лыжным спортом и стрельбой.

### Участие в Первой мировой и Гражданской войнах
В 1916 году студент первого курса ППИ был призван в армию и поступил в Морское инженерное училище в Кронштадте. После Октябрьской революции продолжал обучение в училище, которое перебазировалось в Санкт-Петербург. После закрытия училища в октябре 1918 года Рудницкий добровольно пошёл служить на военные корабли Морских сил Рабоче-крестьянской Красной армии. Был назначен машинистом линкора «Полтава», участвовал в боях с немцами на Балтике. В апреле 1919 года вместе с группой моряков линкора ушёл рядовым на сухопутный фронт и в составе морских отрядов воевал против войск Юденича под Гатчиной. В июне 1919 года вновь вернулся на флот старшим машинистом эскадренного миноносца «Уссуриец». Участвовал в боях с белогвардейцами и белофиннами на Онежской флотилии, а в июле 1919 года в Видлицкой десантной наступательной операция РККА и РККФ против Олонецкой добровольческой армии на Ладоге. Затем служил старшим машинистом на минных заградителях «Яуза» и «Нарова», участвовал в постановке мин в Финском заливе, чтобы преградить немецким кораблям путь к Петрограду.

### Учёба в Военно-морской академии
В апреле 1920 года вернулся в Петроград и продолжил образование на кораблестроительном отделении в Соединённых классах по подготовке командного состава флота. В октябре 1920 года стал слушателем механического факультета Военно-морской академии. Летом 1921 года занятия в академии были прекращены, а все слушатели распущены — их политическую благонадёжность проверяла специальная комиссия в связи с кронштадтским мятежом. В это время М. Рудницкий нанялся механиком на шхуну «Шарлотта», которая в августе 1921 года вышла из Петрограда и совершила плавание на Новую Землю для поиска месторождений каменного угля по программе Северной научно-промысловой экспедиции. В середине октября «Шарлотта» благополучно ошвартовалась в Архангельске.
В январе 1922 года Рудницкий, вернувшись в Петроград, продолжил обучение в Военно-морской академии, которую окончил в октябре 1923 года.

### Конструктор и строитель подводных лодок
В октябре 1923 года военмор Рудницкий был назначен старшим судовым механиком на подводную лодку «Краснофлотец» типа «Барс» (бывшая «Леопард»), базировавшуюся в Кронштадте. С ноября 1926 года по декабрь 1928 года — старший судовой механик подводной лодки «Пролетарий». Во время службы на подводных лодках М. Рудницкий досконально изучил устройство лодок и корабельных механизмов, вносил рационализаторские предложения по улучшению их работы.
В ноябре 1928 года Рудницкий по предложению председателя Секции подводных лодок Научно-технического комитета ВМС А. Н. Гарсоева был назначен членом этой секции, а в феврале 1931 года стал председателем этой секции. Рудницкий принимал непосредственное участие в разработке и корректировке первой советской кораблестроительной программы. Участвовал в проектировании, строительстве и испытаниях головной подводной лодки I серии «Декабрист» и последующих, разрабатывал тактико-технические задания, участвовал в проектировании и постройке подводных лодок типа «Ленинец», «Щука», «Правда», «Малютка», «Сталинец» и других.
С июля 1932 по май 1935 года Рудницкий был начальником секции проектирования подводных лодок Научно-исследовательского института военного кораблестроения ВМС РККА. В январе 1934 года находился в составе советской военно-морской миссии во Франции.
15 апреля 1935 года на заседании Совета Труда и Обороны в Кремле в присутствии К. Е. Ворошилова, Г. К. Орджоникидзе, командования ВМФ и руководителей промышленности Рудницкий защитил свой проект — строительство новых крейсерских подводных лодок типа «К» XIV серии (первоначально он назывался КР — «Крейсер Рудницкого») — мощных отечественных ПЛ, предназначенных для действий в океане на большом удалении от баз.
С мая 1935 по апрель 1937 года был в резерве РККА, находился в распоряжении Народного Комиссариата судостроительной промышленности. До 1936 года руководил разработкой рабочих чертежей подводных лодок типа «К». С апреля 1937 по декабрь 1942 года был переведён в запас, являлся главным строителем лодок типа «К» на заводах № 194, 196, 198 в Ленинграде. В этот период выполнял должности помощника главного инженера ЦКБ-18 (с мая 1939 по февраль 1940 года), начальника Конструкторского Бюро № 2 завода № 194 (с февраля 1940 по апрель 1941 года), главного строителя ПЛ на заводе № 194 (с апреля 1941 по декабрь 1942 года).
Под руководством инженера-капитана 2 ранга Рудницкого перед войной было построено шесть подводных лодок типа «К», ещё пять достраивались в блокадном Ленинграде. В 1941 году Рудницкий успешно руководил сдаточными испытаниями подлодки «К-51» в Балтийском море.
10 мая 1942 года Рудницкий прибыл на Северный флот. Помогал личному составу подводных лодок «катюш» (в частности на ПЛ «К-3») отрабатывать минные постановки против кораблей фашистской Германии. С декабря 1942 года инженер капитан 1 ранга М. А. Рудницкий работал начальником отдела проектирования подводных лодок (отдел «Е») Научно-технического комитета Народного комиссариата ВМФ.
В 1942 году был награждён  медалью «За оборону Ленинграда», в 1943 году — орденом Отечественной войны 1 степени, а 3 ноября 1944 года орденом Красного Знамени.

### Служба и работа в послевоенный период
С июня 1946 по апрель 1953 года Рудницкий служил начальником управления подводных кораблей Главного управления кораблестроения ВМФ СССР. В этот период работал над обобщением опыта боевых действий подводных лодок в период Второй мировой войны. С этой целью в мае 1947 был командирован уполномоченным ГУК при Главноначальствующем СВАГ в Германию для изучения методологии поточного серийного строительства подводных лодок на немецких верфях во время войны. Руководил работами специалистов ЦКБ-18 и представителей ВМФ, специально направленных в Германию, а также отбором и отправкой в Советский Союз трофейного вооружения, оборудования и специального имущества, необходимого для восстановления советского Военно-морского флота. По результатам командировки написал статью «Материалы по германскому подводному судостроению в годы Второй мировой войны». Редактировал три сборника сведений об эксплуатационных неисправностях и боевых повреждениях советских подводных лодок всех серий.
27 января 1951 года М. А. Рудницкому было присвоено звание инженер-контр-адмирал (18 ноября 1971 года переименовано в контр-адмирал-инженер).
В Главном управлении кораблестроения служил до 1956 года: начальником 2-го отдела (апрель — июль 1953), главным инженером по ПЛ и начальником 2-го и 3-го отделов (июль 1953 — май 1956). В это время участвовал в разработке и реализации послевоенной кораблестроительной программы в части подводных лодок.
С мая 1956 года проходил службу в Главном штабе ВМФ. Адмирал по исследованию оперативно-тактических проблем ГШ ВМФ (май 1956 — июнь 1957). С июня 1957 по июнь 1958 года находился в распоряжении Главнокомандующего ВМФ СССР. С июня 1958 по январь 1961 года был членом Научно-технического комитета по военно-морской технике. С января по март 1961 года находился в распоряжении Генерального штаба Вооруженных Сил, затем руководил обучением экипажей атомных подводных лодок в Обнинске.
В марте 1961 года был уволен из Вооружённых Сил в запас по возрасту, но продолжал работать в Центральном управлении ВМФ и сотрудничал с редакциями морских журналов. В 1966 году в журнале Морской сборник была опубликована его статья «„Д-1“ — первенец советского подводного кораблестроения», в 1967 году статья «Советские подводные лодки», в журнале «Судостроение» в 1968 году вышла его статья «Подводные лодки в годы Гражданской войны». Входил в состав океанографической комиссии Академии наук, написал книгу «Подводные аппараты для морских исследований», в которой сформулировал основные принципы добычи полезных ископаемых — железа, редких металлов, алмазов, газа из глубин моря.
Рудницкий был женат. В семье родилась дочь Инна Рудницкая (1924—1995), ставшая писательницей и многие годы возглавлявшая методический отдел Ленинградского Бюро путешествий.
Михаил Алексеевич Рудницкий умер 17 января 1976 года и был похоронен в Москве на Кунцевском кладбище.

## Награды
- орден Ленина (1950);
- орден Красного Знамени (дважды — 1944, 1956);
- орден Отечественной войны I степени (1943) и II степени;
- орден Красной Звезды;
- орден «Знак Почёта»;
- орден Трудового Красного Знамени;
- медали «За боевые заслуги», «За оборону Ленинграда» и другие[1][4][5][6].

## Память
Именем Михаила Алексеевича Рудницкого назван спасательный корабль ВМФ «Михаил Рудницкий», построенный в 1978 году
В 1983 году по инициативе командующего Северным флотом Чернавина в канун 50-летия Северного флота было принято решение в память о мужестве и героизме подводников-североморцев в годы войны поставить легендарную «К-21» конструктора Рудницкого на вечную стоянку в Североморске в качестве мемориала и филиала музея Северного флота.